# Démographie du Finistère
La démographie du Finistère est caractérisée par une densité supérieure à la moyenne nationale et une population en croissance modérée depuis les années 1950 et vieillissante.
Avec ses 927 912 habitants en 2022, le département français du Finistère se situe en 24e position sur le plan national.
En six ans, de 2015 à 2021, sa population s'est accrue de près de 13 900 unités, c'est-à-dire de plus ou moins 2 300 personnes par an. Mais cette variation est différenciée selon les 277 communes que comporte le département.
La densité de population du Finistère, 137,8 habitants par kilomètre carré en 2022, est supérieure à celle de la France entière qui est de 107,1 hab./km2 pour la même année.
| \| \| Manche Mer d'Iroise OCÉAN ATLANTIQUE Rade de Brest Baie de Douarnenez Baie d'Audierne Île d'Ouessant Archipel des Glénan Brest Quimper Concarneau Landerneau Morlaix Guipavas Douarnenez Plougastel-Daoulas Plouzané Quimperlé Le Relecq-Kerhuon Fouesnant Landivisiau Plabennec Ergué-Gabéric Pont-l'Abbé Saint-Renan Guilers Rosporden Crozon Carhaix-Plouguer Lesneven Trégunc Moëlan-sur-Mer Saint-Pol-de-Léon Plouguerneau Ploudalmézeau Plonéour-Lanvern Gouesnou Bannalec Briec Lannilis Penmarch Scaër Châteaulin Locmaria-Plouzané Plouigneau Saint-Martin-des-Champs Milizac-Guipronvel Plourin-lès-Morlaix Clohars-Carnoët Plomelin Riec-sur-Bélon Plougonvelin Loctudy Plouhinec Combrit Pluguffan Pont-de-Buis-lès-Quimerch Plomeur Cléder Pleyben Plouvien Audierne Châteauneuf-du-Faou Plouarzel Ploudaniel Loperhet Landéda Bourg-Blanc Saint-Évarzec Bénodet Bohars Plouescat Plobannalec-Lesconil Plougonven Melgven Roscoff La Forêt-Fouesnant Elliant Le Folgoët Carantec Plogonnec Pleyber-Christ Saint-Yvi Saint-Thégonnec Loc-Eguiner Plougasnou Plozévet Taulé Mellac Rédené Plouvorn Pont-Aven Pleuven Plouédern Gouesnach Guilvinec Le Conquet Névez Camaret-sur-Mer Dirinon Plouénan Plounévez-Lochrist Santec Treffiagat Kerlouan Lanvéoc Lanmeur Sizun Plomodiern Guiclan Clohars-Fouesnant Plonévez-du-Faou Tréméven Lampaul-Plouarzel Plouguin Lampaul-Guimiliau Logonna-Daoulas Edern Telgruc-sur-Mer Hanvec Hôpital-Camfrout Plouider Ploumoguer La Roche-Maurice Spézet Guissény Pouldreuzic Plogastel-Saint-Germain Coray La Forest-Landerneau Saint-Pabu Plougoulm Plonéis Daoulas Le Drennec Le Faou Dinéault Pont-Croix Plounéventer Guengat Plonévez-Porzay Querrien Huelgoat Plouezoc'h Porspoder Landrévarzec Plouzévédé Bodilis Cast Pencran Poullan-sur-Mer Locquirec Guerlesquin Saint-Urbain Le Trévoux Plogoff Poullaouen Arzano Lanrivoaré Landunvez Saint-Thonan Henvic Saint-Divy Landudec Irvillac Kersaint-Plabennec Plougourvest Pouldergat Kernilis Sibiril Plounéour-Trez Plounéour-Ménez Tréméoc Quéménéven Plourin Plounévézel Baye Beuzec-Cap-Sizun Gouézec Cléden-Poher Landeleau Lanhouarneau Commana Brasparts Plouégat-Guérand Roscanvel Locunolé Cléden-Cap-Sizun Saint-Jean-Trolimon Rosnoën Berrien Coat-Méal Saint-Ségal Trégourez Garlan Guimiliau Lanildut Ploudiry Guimaëc Kergloff Tourch Saint-Vougay Mahalon Mespaul Saint-Thurien Tréflez Sainte-Sève Gourlizon Ouessant Brignogan-Plages Scrignac Lopérec Brélès Confort-Meilars Argol Locronan Kerlaz Langolen Peumerit Leuhan Laz Landudal Saint-Hernin Lennon Le Juch La Martyre Saint-Nic Primelin Locquénolé Saint-Sauveur Plougar Motreff Saint-Thois Plouyé Saint-Goazec Lampaul-Ploudalmézeau Kernouës Saint-Derrien Île-Tudy Plovan La Feuillée Saint-Méen Collorec Guilligomarc'h Saint-Servais Saint-Jean-du-Doigt Plouégat-Moysan Île-de-Batz Le Cloître-Saint-Thégonnec Saint-Frégant Le Cloître-Pleyben Tréglonou Trégarantec Le Tréhou Tréflaouénan Tréogat Ploéven Botsorhel Port-Launay Goulven Trémaouézan Guiler-sur-Goyen Brennilis Lothey Locmélar Saint-Coulitz Goulien Loqueffret Trébabu Lannéanou Lanarvily Landévennec Tréguennec Loc-Eguiner Lannédern Tréflévénez Trézilidé Locmaria-Berrien Botmeur Île-de-Sein Tréouergat Loc-Brévalaire Île-Molène Bolazec Saint-Eloy Saint-Rivoal Le Ponthou Trégarvan Lanneuffret |
| Localisation du Finistère en France |

| Localisation du Finistère en France |

## Évolution démographique du département du Finistère
Le département a été créé par décret du 4 mars 1790. Il comporte alors 9 districts (Brest, Carhaix, Châteaulin, Landerneau, Lesneven, Morlaix, Pont-Croix, Quimper, Quimperlé) et 80 cantons. Le premier recensement sera réalisé en 1791 et ce dénombrement, reconduit tous les cinq ans à partir de 1821, permettra de connaître plus précisément l'évolution des territoires.
Avec 524 396 habitants en 1831, le département représente 1,61 % de la population française, qui est alors de 32 569 000 habitants. De 1831 à 1866, il va gagner 138 089 habitants, soit une augmentation de 0,75 % moyen par an, supérieur au taux d'accroissement national de 0,48 % sur cette même période.
L'évolution démographique entre la Guerre franco-prussienne de 1870 et la Première Guerre mondiale est beaucoup plus forte qu'au niveau national. Sur cette période, la population ne s'accroît que de 166 808 habitants, soit un accroissement de 25,94 % alors qu'il est de 10 % au niveau national. La population ne gagne ensuite par contre que 0,75 % pour la période de l'entre-deux guerres courant de 1921 à 1936 parallèlement à une croissance au niveau national de 6,9 %.
À l'instar des autres départements français, le Finistère va ensuite connaître un essor démographique, toutefois modéré, après la Seconde Guerre mondiale. 
En 2022, le département comptait 927 912 habitants, en évolution de +2,16 % par rapport à 2016 (France hors Mayotte : +2,11 %).
| 1791    | 1801    | 1806    | 1821    | 1826    | 1831    | 1836    | 1841    | 1846    |
| ------- | ------- | ------- | ------- | ------- | ------- | ------- | ------- | ------- |
| 285 730 | 439 046 | 452 895 | 483 095 | 502 851 | 524 396 | 546 955 | 576 068 | 612 151 |

| 1851    | 1856    | 1861    | 1866    | 1872    | 1876    | 1881    | 1886    | 1891    |
| ------- | ------- | ------- | ------- | ------- | ------- | ------- | ------- | ------- |
| 617 710 | 606 552 | 627 304 | 662 485 | 642 963 | 666 106 | 681 564 | 707 820 | 727 012 |

| 1896    | 1901    | 1906    | 1911    | 1921    | 1926    | 1931    | 1936    | 1946    |
| ------- | ------- | ------- | ------- | ------- | ------- | ------- | ------- | ------- |
| 739 648 | 773 014 | 795 103 | 809 771 | 762 514 | 753 702 | 744 295 | 756 793 | 724 735 |

| 1954    | 1962    | 1968    | 1975    | 1982    | 1990    | 1999    | 2006    | 2011    |
| ------- | ------- | ------- | ------- | ------- | ------- | ------- | ------- | ------- |
| 727 847 | 749 558 | 768 929 | 804 088 | 828 164 | 838 687 | 852 418 | 883 001 | 899 870 |

| 2016    | 2021    | 2022    | - | - | - | - | - | - |
| ------- | ------- | ------- | - | - | - | - | - | - |
| 908 249 | 921 638 | 927 912 | - | - | - | - | - | - |

## Population par divisions administratives

### Arrondissements
Le département du Finistère comporte quatre arrondissements. La population se concentre principalement sur l'arrondissement de Brest, qui recense 41 % de la population totale du département en 2022, avec une densité de 274,9 hab./km2, contre 36 % pour l'arrondissement de Quimper, 14 % pour celui de Morlaix et 9 % pour celui de Châteaulin.
| Arrondissement  | Population(2022) | Variation(2022/2016)                       | Superficie(km2) | Densité(hab./km2) |
| --------------- | ---------------- | ------------------------------------------ | --------------- | ----------------- |
| Brest           | 383 790          | en évolution de +2,54 % par rapport à 2016 | 1 396,2         | 274,9             |
| Quimper         | 331 722          | en évolution de +2,78 % par rapport à 2016 | 2 249,6         | 147,5             |
| Morlaix         | 130 880          | en évolution de +1,59 % par rapport à 2016 | 1 330,6         | 98,4              |
| Châteaulin      | 81 520           | en évolution de −1,07 % par rapport à 2016 | 1 756,6         | 46,4              |
| Source : Insee. |                  |                                            |                 |                   |

La population 2021 est prise sur le découpage administratif au 1er janvier 2023. Entre 2015 et 2020, la commune de Loc-Eguiner (386 habitants) est passée de l'arrondissement de Brest à celui de Morlaix et les communes de Kerlaz, Locronan et Quéménéven (respectivement 830, 814 et 1 122 habitants) de l'arrondissement de Châteaulin à celui de Quimper.

### Communes de plus de10 000 habitants
Sur les 277 communes que comprend le département du Finistère, 118 ont en 2021 une population municipale supérieure à 2 000 habitants, 37 ont plus de 5 000 habitants, douze ont plus de 10 000 habitants et deux ont plus de 25 000 habitants : Brest et Quimper.
Les évolutions respectives des communes de plus de 10 000 habitants sont présentées dans le tableau ci-après.
| Commune            | Population(2022) | Variation(2022/2016)                       | Superficie(km2) | Densité(hab./km2) |
| ------------------ | ---------------- | ------------------------------------------ | --------------- | ----------------- |
| Brest              | 140 993          | en évolution de +1,18 % par rapport à 2016 | 49,51           | 2 847,8           |
| Quimper            | 64 530           | en évolution de +1,77 % par rapport à 2016 | 84,45           | 764,1             |
| Concarneau         | 20 632           | en évolution de +8,33 % par rapport à 2016 | 41,08           | 502,2             |
| Landerneau         | 16 327           | en évolution de +3,1 % par rapport à 2016  | 13,19           | 1 237,8           |
| Guipavas           | 15 401           | en évolution de +6,46 % par rapport à 2016 | 44,13           | 349               |
| Morlaix            | 15 220           | en évolution de +3,39 % par rapport à 2016 | 24,82           | 613,2             |
| Douarnenez         | 14 188           | en évolution de +0,89 % par rapport à 2016 | 24,94           | 568,9             |
| Plouzané           | 13 437           | en évolution de +5,28 % par rapport à 2016 | 33,14           | 405,5             |
| Plougastel-Daoulas | 13 431           | en évolution de +0,61 % par rapport à 2016 | 46,83           | 286,8             |
| Quimperlé          | 12 444           | en évolution de +3,41 % par rapport à 2016 | 31,73           | 392,2             |
| Le Relecq-Kerhuon  | 11 837           | en évolution de +3,52 % par rapport à 2016 | 6,43            | 1 840,9           |
| Fouesnant          | 10 204           | en évolution de +7,18 % par rapport à 2016 | 32,76           | 311,5             |
| Source : Insee.    |                  |                                            |                 |                   |

## Structures des variations de population

### Soldes naturels et migratoires depuis 1968
La variation moyenne annuelle est positive et en légère baisse depuis les années 1970, passant de 0,6 à 0,3 %.
Le solde naturel annuel qui est la différence entre le nombre de naissances et le nombre de décès enregistrés au cours d'une même année, a baissé, passant de 0,4 à −0,2 %. La baisse du taux de natalité, qui passe de 16,2 à 9 ‰, n'est en fait pas compensée par une baisse suffisante du taux de mortalité, qui parallèlement passe de 12,3 à 11,4 ‰.
Le flux migratoire reste positif et est en augmentation sur la période courant de 1968 à 2021. Le taux annuel croît toutefois passant de 0,3 0.5%. 
| Indicateurs démographiques                       | 1968 à1975 | 1975 à1982 | 1982 à1990 | 1990 à1999 | 1999 à2010 | 2010 à2015 | 2015 à2021 |
| ------------------------------------------------ | ---------- | ---------- | ---------- | ---------- | ---------- | ---------- | ---------- |
| Variation annuelle moyenne de la population en % | 0,6        | 0,4        | 0,2        | 0,2        | 0,5        | 0,2        | 0,3        |
| - due au solde naturel en %                      | 0,4        | 0,2        | 0,1        | 0,0        | 0,1        | -0,0       | -0,2       |
| - due au solde apparent des entrées sorties en % | 0,3        | 0,3        | 0,0        | 0,2        | 0,4        | 0,3        | 0,5        |
| Taux de natalité en ‰                            | 16,2       | 13,6       | 12,8       | 11,5       | 11,4       | 10,5       | 9,0        |
| Taux de mortalité en ‰                           | 12,3       | 12,0       | 11,7       | 11,2       | 10,9       | 10,8       | 11,4       |
| Source : Insee.                                  |            |            |            |            |            |            |            |

### Mouvements naturels sur la période 2014-2022
En 2014, 9 088 naissances ont été dénombrées contre 9 545 décès. Le nombre annuel des naissances a diminué depuis cette date, passant à 7 964 en 2022, indépendamment à une augmentation, mais relativement faible, du nombre de décès, avec 11 480 en 2022. Le solde naturel est ainsi négatif et diminue, passant de -457 à −3 516.
Le graphique qui aurait dû être présenté ici ne peut pas être affiché car il utilise l'ancienne extension Graph, désactivée pour des questions de sécurité. Des indications pour créer un nouveau graphique avec la nouvelle extension Chart sont disponibles ici.

## Densité de population
La densité de population est en augmentation depuis 1968, en cohérence avec l'augmentation de la population.
En 2021, la densité était de 136,9 hab./km2.
| 1968 |  | 114.2 |  |

| 1975 |  | 119.4 |  |

| 1982 |  | 123.0 |  |

| 1990 |  | 124.6 |  |

| 1999 |  | 126.6 |  |

| 2010 |  | 133.3 |  |

| 2015 |  | 134.8 |  |

| 2021 |  | 136.9 |  |

## Répartition par sexes et tranches d'âges
La population du département est plus âgée qu'au niveau national.
En 2021, le taux de personnes d'un âge inférieur à 30 ans s'élève à 31,9 %, soit en dessous de la moyenne nationale (35,1 %). À l'inverse, le taux de personnes d'âge supérieur à 60 ans est de 30,9 % la même année, alors qu'il est de 26,6 % au niveau national.
En 2021, le département comptait 447 871 hommes pour 473 767 femmes, soit un taux de 51,40 % de femmes, légèrement inférieur au taux national (51,61 %).
Les pyramides des âges du département et de la France s'établissent comme suit.
| Hommes | Classe d’âge | Femmes |
| ------ | ------------ | ------ |
| 0,7    | 90 ou +      | 2,2    |
| 7,8    | 75-89 ans    | 11,5   |
| 19,2   | 60-74 ans    | 20,1   |
| 20,8   | 45-59 ans    | 19,7   |
| 17,7   | 30-44 ans    | 16,6   |
| 17,1   | 15-29 ans    | 14,7   |
| 16,8   | 0-14 ans     | 15,2   |

| Hommes | Classe d’âge | Femmes |
| ------ | ------------ | ------ |
| 0,7    | 90 ou +      | 1,9    |
| 7,0    | 75-89 ans    | 9,5    |
| 16,6   | 60-74 ans    | 17,5   |
| 20,0   | 45-59 ans    | 19,5   |
| 18,8   | 30-44 ans    | 18,3   |
| 18,3   | 15-29 ans    | 16,7   |
| 18,6   | 0-14 ans     | 16,7   |

## Répartition par catégories socioprofessionnelles
La catégorie socioprofessionnelle des retraités est surreprésentée par rapport au niveau national. Avec 32,3 % en 2021, elle est 5,5 points au-dessus du taux national (26,8 %). La catégorie socioprofessionnelle des cadres et professions intellectuelles supérieures est quant à elle sous-représentée par rapport au niveau national. Avec 7,6 % en 2021, elle est 2,5 points en dessous du taux national (10,1 %).
| Catégorie socioprofessionnelle                    | 2015    | 2015 | 2021    | 2021 | Détails de l'année 2021 | Détails de l'année 2021 | Détails de l'année 2021            | Détails de l'année 2021            | Détails de l'année 2021            |
| Catégorie socioprofessionnelle                    | Nb      | %    | Nb      | %    | Hommes                  | Femmes                  | Part en % de la population âgée de | Part en % de la population âgée de | Part en % de la population âgée de |
| Catégorie socioprofessionnelle                    | Nb      | %    | Nb      | %    | Hommes                  | Femmes                  | 15 à 24 ans                        | 25 à 54 ans                        | 55 ans ou +                        |
| ------------------------------------------------- | ------- | ---- | ------- | ---- | ----------------------- | ----------------------- | ---------------------------------- | ---------------------------------- | ---------------------------------- |
| Agriculteurs exploitants                          | 9 105   | 1,2  | 7 606   | 1,0  | 5 836                   | 1 770                   | 0,1                                | 1,4                                | 0,8                                |
| Artisans, commerçants, chefs d'entreprise         | 25 236  | 3,4  | 26 987  | 3,5  | 18 414                  | 8 573                   | 0,5                                | 6,0                                | 2,0                                |
| Cadres et professions intellectuelles supérieures | 50 622  | 6,7  | 58 577  | 7,6  | 33 583                  | 24 994                  | 1,9                                | 13,8                               | 3,4                                |
| Professions intermédiaires                        | 102 080 | 13,6 | 107 777 | 13,9 | 50 217                  | 57 560                  | 7,7                                | 25,7                               | 4,7                                |
| Employés                                          | 118 571 | 15,8 | 114 725 | 14,8 | 29 568                  | 85 158                  | 15,3                               | 24,3                               | 5,8                                |
| Ouvriers                                          | 99 104  | 13,2 | 94 285  | 12,2 | 73 855                  | 20 430                  | 13,5                               | 20,3                               | 4,2                                |
| Retraités                                         | 237 641 | 31,6 | 250 497 | 32,3 | 114 412                 | 136 085                 | 0,0                                | 0,4                                | 71,7                               |
| Autres personnes sans activité professionnelle    | 110 314 | 14,7 | 114 059 | 14,7 | 47 674                  | 66 385                  | 60,9                               | 7,9                                | 7,4                                |
| Ensemble                                          | 752 672 | 100  | 774 515 | 100  | 373 559                 | 400 956                 | 100                                | 100                                | 100                                |
| Sources : Insee,.                                 |         |      |         |      |                         |                         |                                    |                                    |                                    |